# Franjo Kuharić
Franjo Kuharić, né le 15 avril 1919 à Pribic en Croatie et mort le 11 mars 2002 à Zagreb, est un cardinal croate, archevêque de Zagreb de 1970 à 1997. La cause pour sa béatification est en cours. 

## Biographie

### Prêtre
Franjo Kuharić est ordonné prêtre le 15 juillet 1945 pour le diocèse de Zagreb. 

### Évêque
Nommé évêque auxiliaire de Zagreb, avec le titre d'évêque in partibus de Meta (de), le 15 février 1964, il est consacré le 3 mai suivant par le card. Franjo Šeper.
Le 16 juin 1970, il devient archevêque de ce même diocèse. Il le reste pendant 27 ans, se retirant le 5 juillet 1997.

### Cardinal
Il est créé cardinal par le pape Jean-Paul II lors du consistoire du 2 février 1983 avec le titre de cardinal-prêtre de San Girolamo dei Croati (degli Schiavoni).

## Béatification
En 2012, la Congrégation pour les causes des saints autorise le diocèse de Zagreb d'ouvrir la cause en béatification du Serviteur de Dieu Franjo Kuharić.

### Articles liés
- Évolution du collège cardinalice sous le pontificat de Jean-Paul II
- Liste des cardinaux créés par Jean-Paul II